# Sus (zoologia)
I cinghiali (Sus) sono il genere che dà il nome alla famiglia dei suidi (Suidae) comprende il maiale domestico e il cinghiale comune, oltre a una quantità di forme meno note viventi in Asia Minore.

## Tassonomia
- Genere Sus
  - Sus ahoenobarbus, cinghiale di Palawan
  - Sus barbatus, cinghiale barbato
    - S. b. barbatus
    - S. b. oi

  - Sus bucculentus, cinghiale di Heude
  - Sus cebifrons, cinghiale dalle verruche delle Visayas
    - S. b. cebifrons
    - S. b. negrinus

  - Sus celebensis, cinghiale dalle verruche di Celebes
    - S. c. celebensis
    - S. c. floresianus
    - S. c. timoriensis

  - Sus oliveri, cinghiale dalle verruche di Oliver
  - Sus philippensis, cinghiale dalle verruche delle Filippine
    - S. p. philippensis
    - S. p. mindanensis

  - Sus scrofa, cinghiale comune
    - S. s. algira
    - S. s. attila
    - S. s. cristatus
    - S. s. davidi
    - S. s. domesticus, maiale
    - S. s. leucomystax
    - S. s. libycus
    - S. s. majori
    - S. s. meridionalis
    - S. s. moupinensis
    - S. s. nigripes
    - S. s. riukiuanus
    - S. s. scrofa
    - S. s. sibiricus
    - S. s. taivanus
    - S. s. ussuricus
    - S. s. vittatus

  - Sus verrucosus, cinghiale dalle verruche di Giava
    - S. v. blouchi
    - S. v. verrucosus